# دیک کریستی
دیک کریستی (انگلیسی: Dick Christie؛ زادهٔ ۲۱ اکتبر ۱۹۴۸) بازیگر تلویزیون اهل ایالات متحده آمریکا است.
از فیلم‌ها یا برنامه‌های تلویزیونی که وی در آن نقش داشته‌است می‌توان به معجزه کوچک، از هر راهی که می‌توانی، همسایه جاسوس و اگر سنگ از آسمان ببارد اشاره کرد.